# Такаморі Ясуо
Ясуо Такаморі (яп. 高森泰男, нар. 3 березня 1934) — японський футболіст, що грав на позиції захисника. Виступав, зокрема, за клуб «Ніппон Кокан», а також національну збірну Японії.

## Клубна кар'єра
Грав у футбол у Вищій школі Канзей та Університеті Ріккіо.
У дорослому футболі дебютував 1956 року виступами за команду клубу «Ніппон Кокан», кольори якої і захищав протягом усієї своєї кар'єри гравця, що тривала тринадцять років. Також брав участь у Олімпійських іграх 1956 року.

## Виступи за збірну
1955 року дебютував в офіційних матчах у складі національної збірної Японії. Протягом кар'єри у національній команді, яка тривала 9 років, провів у формі головної команди країни 30 матчів.

## Кар'єра тренера
З 1962 по 1966 рік був граючим тренером «Ніппон Кокан». Досвід тренерської роботи обмежується цим клубом.

## Статистика виступів

### Статистика клубних виступів
| Сезон | Команда        | Чемпіонат | Чемпіонат | Чемпіонат |
| Сезон | Команда        | Ліга      | Ігор      | Голів     |
| ----- | -------------- | --------- | --------- | --------- |
| 1967  | «Ніппон Кокан» | ЯФЛ       | 14        | 0         |
| 1968  | «Ніппон Кокан» | ЯФЛ       | 14        | 0         |
|       | Усього         |           | 28        | 0         |

### Збірна
| Збірна Японії | Збірна Японії | Збірна Японії |
| Роки          | Ігри          | Голи          |
| ------------- | ------------- | ------------- |
| 1955          | 5             | 0             |
| 1956          | 3             | 0             |
| 1957          | 0             | 0             |
| 1958          | 4             | 0             |
| 1959          | 10            | 0             |
| 1960          | 1             | 0             |
| 1961          | 2             | 0             |
| 1962          | 3             | 0             |
| 1963          | 2             | 0             |
| Всього        | 30            | 0             |